# جورج تي باركلي
جورج تي باركلي (بالإنجليزية: George T. Barclay)‏ هو مدير فني أمريكي، ولد في 24 مايو 1910، وتوفي في 6 أكتوبر 1997 في آشفيل في الولايات المتحدة.

## وصلات خارجية
- جورج تي باركلي على موقع قاعة كارولاينا الشمالية للمشاهير الرياضية (الإنجليزية)